# Primat de Normandie
 (juin 2014).
Si vous disposez d'ouvrages ou d'articles de référence ou si vous connaissez des sites web de qualité traitant du thème abordé ici, merci de compléter l'article en donnant les références utiles à sa vérifiabilité et en les liant à la section « Notes et références ».

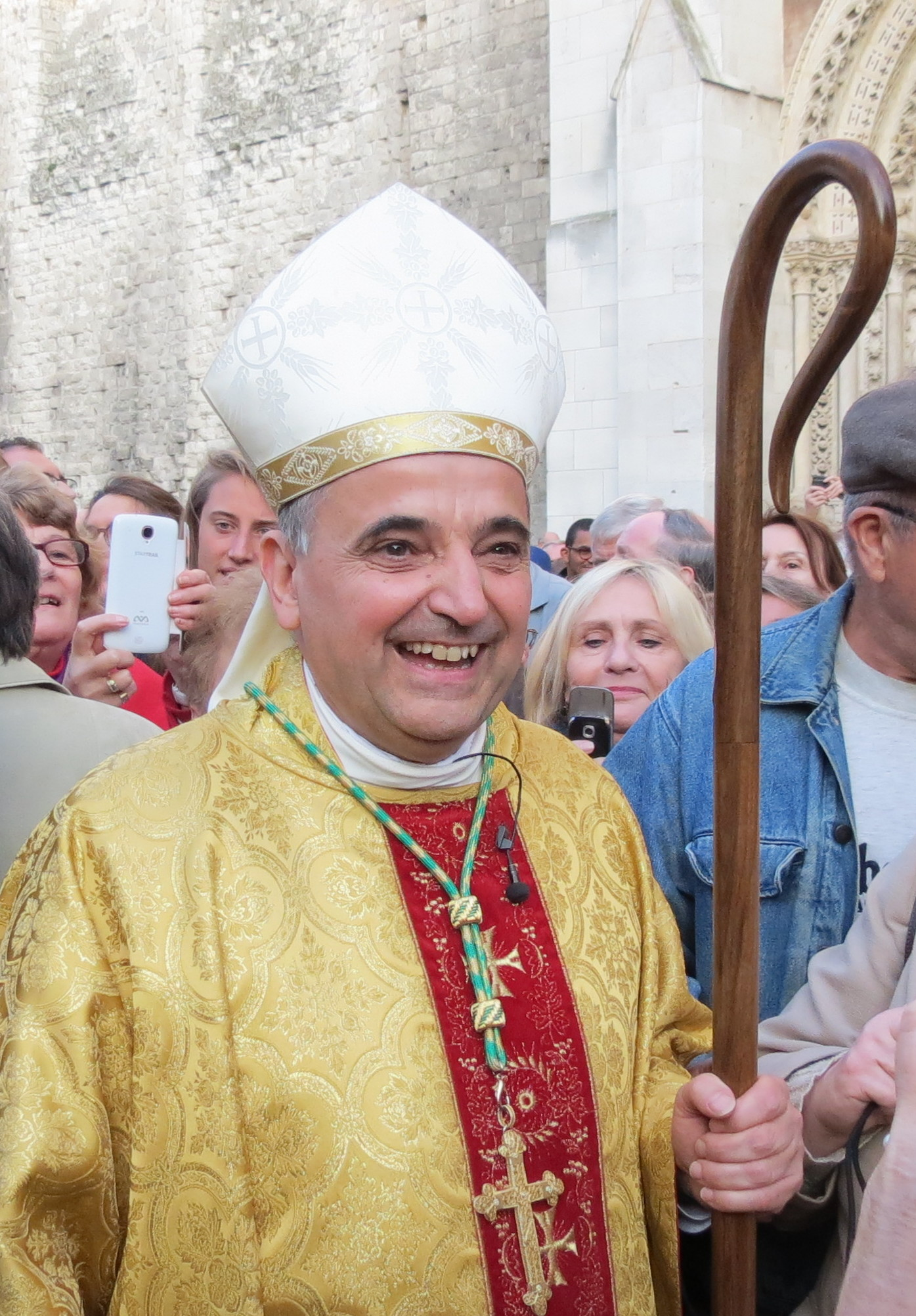
Dominique Lebrun, actuel primat de Normandie.

Le titre de primat de Normandie est porté par l'archevêque de Rouen. En effet, cette primatie est dévolue au titulaire de l'archidiocèse de Rouen, qui est le métropolitain ayant juridiction sur les diocèses de la province ecclésiastique de Rouen.

## Origine de la primatie
Le primat de Normandie est à Rouen, puisque le titre primatial était toujours autrefois attribué à un archevêché métropolitain d'origine très ancienne. En France, les archevêques métropolitains se sont trouvés la plupart du temps dans d'importantes villes régionales de l'Empire romain.
L'archevêque de Rouen est donc primat en Normandie, c'est-à-dire qu'il est le premier entre ses pairs, primus inter pares, dans l'ancienneté et la reconnaissance de l'établissement. En effet, si la foi catholique a fait son apparition certainement dès le IIe siècle sur le territoire diocésain actuel, les évêques de Rouen sont attestés dès la fin du IIIe siècle. Le titre archiépiscopal datant quant à lui du VIIIe siècle.
Les diocèses suffragants ne portent donc que le titre d'évêchés, et ne peuvent revendiquer la primatie, puisqu'étant d'origines plus récentes. En Normandie, ces autres chrétientés locales devenues diocèses sont apparues entre le IIIe et le Ve siècle. Enfin, le diocèse du Havre est né par scission territoriale du diocèse de Rouen en 1974.
Si la primatie est un titre avant tout honorifique, il revêt aussi un certain nombre de prérogatives juridictionnelles, se confondant souvent avec celles relevant du pontife même, mais agissant en tant qu'archevêque métropolitain.

## Conflit avec le primat des Gaules
Si, quelquefois dans l'histoire, des querelles s'élevèrent entre Rouen et Lyon pour contester la suprématie du primat des Gaules sur les quatre Lyonnaises, c'est en 1698 que naquit un véritable conflit sur cette question. En effet, un procès opposa Claude II de Saint-Georges, archevêque de Lyon et primat des Gaules, à Jacques Nicolas Colbert, archevêque de Rouen et primat de Normandie. La cause en était que l'archevêque de Rouen voulait réaffirmer sa suprématie et son indépendance, à la suite d'un visa délivré par le primat des Gaules pour la nomination à une cure située sur le diocèse de Rouen.
La primatie permettait, notamment en matière d'officialité, de donner en quelque sorte pouvoir de juridiction intermédiaire entre les archevêques métropolitains et le pape lui-même. C'est donc le primat des Gaules qui, de toute antiquité, et se basant sur la confirmation donnée par le pape Grégoire VII le 19 avril 1079, agissait comme le dernier échelon de recours avant le pape.
Terminé en 1702, le procès devant la justice du royaume de France finit par faire triompher l'archevêque de Rouen, malgré la légitimité prouvée et démontrée de la primatie des Gaules, simplement par défaut de possession. Cette curiosité de l'histoire fit que le primat de Normandie s'est retrouvé l'égal du primat des Gaules, le premier faisant juridiction sur sa seule province ecclésiastique, le second sur le reste de la France : les trois autres Lyonnaises.

## Légitimité perpétuelle
L'archevêque métropolitain de Rouen a donc la possession pleine et entière du titre de primat de Normandie, opposable, et valable sur tout le territoire correspondant à la province ecclésiastique de Normandie, au regard des textes suivants :
- Les bulles du pape Calixte III du 22 mai 1457, et du 11 juillet 1458.

- L'arrêt du 12 mai 1702, enregistré au Parlement le 20 décembre 1702, et mentionné sans préjudice des droits de la Couronne, ni de ceux de l'Église gallicane.

- Les lettres patentes du roi Louis XIV, en date du 4 août 1702.

## Le primat de Normandie de nos jours
Après la Révolution française, et jusqu'à nos jours, le titre de primat de Normandie est toujours demeuré en usage, et a continué à être revendiqué par les archevêques successifs de Rouen, quoique sous forme plutôt honorifique. Le concile Vatican II et l'inéluctable modernisation des esprits et des institutions anciennes paraissaient condamner définitivement la primatie normande à demeurer une relique de l'histoire, symbolique, certes, mais vide de sens.
Cependant, pour faire suite aux régions apostoliques, ont été érigées de nouvelles circonscriptions catholiques françaises depuis 2002. Ce sont donc quinze nouvelles provinces ecclésiastiques qui ont vu le jour, et, parmi elles, la province ecclésiastique de Rouen, correspondant à la Normandie, et donc à l'aire ancienne de juridiction de l'archevêque métropolitain de Rouen. Le titre de primat de Normandie a donc retrouvé tout son sens depuis 2002, après une parenthèse de deux siècles, sur les dix-sept que compte son existence. Curiosité historique et religieuse unique, à la légitimité parfaite, et toujours en usage, ce titre hérité des siècles passés fait de Rouen l'un des plus hauts lieux du catholicisme en France.

Armes des primats non cardinaux, sans pallium.

Pour leurs armes, les primats de Normandie, comme les autres primats, ont droit, s'ils ne sont pas cardinaux, au chapeau de sinople (vert) avec la cordelière à quinze houppes du même (les patriarches ont le même nombre de houppes mais de sinople entremêlé de fils d'or, les cardinaux aussi, mais de gueules, c'est-à-dire rouge). Comme archevêques, ils portent sur leurs écus la croix à deux traverses et le pallium.